# Starodavno jezero
Starodavno jezero je jezero, ki dosledno prenaša vodo več kot milijon let. 12 od 20 starodavnih jezer obstaja že več kot 2,6 milijona let, celotno kvartarno obdobje. Starodavna jezera še vedno obstajajo zaradi tektonike plošč v območju aktivnega preloma. Ta aktivna prelomna cona ustvarja jezera, ki so izjemno globoka in jih je težko naravno napolniti s sedimentom. Zaradi podaljšane življenjske dobe starodavnih jezer služijo kot modeli za izolirane evolucijske lastnosti in speciacijo. Večina svetovnih vodnih teles je starih manj kot 18.000 let. Obstaja samo 20 starodavnih jezer, starih več kot 1 milijon let.
Bajkalsko jezero pogosto velja za najstarejše, saj jasni dokazi kažejo, da je staro 25–30 milijonov let. Jezero Zajsan je morda celo starejše, izvira iz obdobja krede in je staro vsaj 66 milijonov let (najverjetneje okoli 70 milijonov let), vendar je njegova natančna starost sporna in označena z nekaj negotovosti. Še en kandidat za najstarejše je jezero Maracaibo, katerega starost je ocenjena na 20–36 milijonov let. V starih časih je bilo nedvomno pravo jezero, danes pa je slano in neposredno povezano z morjem, zaradi česar ga mnogi smatrajo za veliko laguno ali zaliv.

## Starodavna jezera proti mlajšim jezerom
Obstaja šest glavnih vrst jezer (naštetih spodaj). Večina jezer se izsuši zaradi polnjenja z jezerskimi usedlinami, ki so se skozi tisočletja odlagale iz reke v jezero. Dejavniki, ki vplivajo na zniževanje nivoja vode, so kopičenje fluvialno-jezerskega sedimenta, izhlapevanje, naravno odtekanje in geofizikalni procesi. Starodavna jezera imajo daljšo življenjsko dobo v primerjavi z mlajšimi, bolj običajnimi jezeri zaradi lokalnih aktivnih prelomov in pogreznjenih delov zemlje, imenovanih tektonski jarek.
Na primer, Bajkalsko jezero v Rusiji, najgloblje jezero na svetu, je starodavno jezero, ki ga je ustvarila cona Bajkalskega preloma, ki je staro 25–30 milijonov let in globoko 1642 m. To primerjamo s severnoameriškimi Velikimi jezeri, ki so nastala v zadnjem ledeniškem obdobju z ledeniškim izpiranjem in zbiranjem staljene vode, ki so stara 14.000 let in imajo največje globine od 60–400 m.
- Riftno jezero
- Zajezitveno jezero
- Slano jezero
- Mrtvi rokav
- Kratersko jezero
- Ledeniško jezero
- Podledeniško jezero

## Nastanek starodavnih jezer
Starodavna tvorba jezera je podobna tvorbi riftne doline. Nastanek poteka znotraj tektonskega jarka, ki je na območju aktivnega preloma. Tektonski jarki so deli kopnega, oblikovani vzdolž divergentnih meja plošč, ki so se usedle med dvema vzporednima ploščama. Zaradi lege jarka nad aktivno riftno cono se jezersko dno nenehno niža v globino, stene pa naraščajo v višino.

## Pomen za evolucijo
Starodavna jezera znanstvenikom omogočajo preučevanje mehanizmov okoljskih sprememb v ledeniško-medglacialnem časovnem obdobju. Evolucijske značilnosti, vključno s spolno selekcijo, prilagodljivostjo in ravnovesjem, preučujejo v starodavnih jezerih zaradi njihovega dolgotrajnega obstoja in splošne geografske izolacije. Večina raziskav je bila povezana z endemično favno in diatomejami, ki obstajajo v teh izoliranih jezerih, osredotočenih na Bajkalsko jezero, Kaspijsko jezero in Afriška velika jezera. Informacije izhajajo iz združb fluvialno-jezerskega, nihajočega globokega in evaporativnega faciesa.

## Seznam starodavnih jezer
To je 20 starodavnih jezer na svetu, ki obstajajo že več kot milijon let.
| Ime                | Izvor         | Tip                              | Starost      | Povešina (km2) | Volumen (km3) | Globina max | Globina poprečje | Države                                             | Opomba |
| ------------------ | ------------- | -------------------------------- | ------------ | -------------- | ------------- | ----------- | ---------------- | -------------------------------------------------- | --- |
| Pingualuk          | udar meteorja | sveže, trajno, krater            | 1,5 miljon   | 8              |               | 267         |                  | Kanada                                             | |
| Jezero Tahoe       | tektonsko     | sveže, trajno                    | 1–2 miljon   | 499            | 156           | 505         | 313              | ZDA                                                | |
| Bosumtwi           | udar meteorja | soda, stalno, krater             | 1–2 miljon   | 49             | 2,24          | 81          | 45               | Gana                                               | |
| Lanao              | vulkansko     | sveže, trajno                    | 2 miljon     | 375            |               | 112         | 60,3             | Filipini                                           | |
| Titikaka           | tektonsko     | sveže, trajno                    | 3 miljon     | 8372           | 893           | 281         | 107              | Bolivija, Peru                                     | |
| Prespansko jezero  | tektonsko     | sveže, trajno                    | 1.5-5 miljon | 259            | 4.8           | 54          | 18,7             | Albanija, Grčija, Severna Makedonija               | |
| Ohridsko jezero    | tektonsko     | sveže, trajno                    | 1.5-5 miljon | 358,18         | 53,63         | 286,7       | 163,71           | Albanija, Severna Makedonija                       | |
| Malavi             | tektonsko     | sveže, trajno                    | 2–5 miljon   | 29600          | 8400          | 705         | 292              | Malavi, Mozambik, Tanzanija                        | |
| Hövsgöl            | tektonsko     | sveže, trajno                    | 2–5 miljon   | 2770           | 381           | 267         | 138              | Mongolija                                          | |
| Eyrovo jezero      | tektonsko     | slano, intermitentno, endoreično | 2.5-5 miljon | 9690           | 30.1          | 6           | 3                | Avstralija                                         | |
| Tanganjiško jezero | tektonsko     | sveže, trajno                    | 3–6 miljon   | 32.000         | 17.800        | 1471        | 572              | Burundi, Congo, Tanzanija, Zambija                 | |
| Kaspijsko jezero   | tektonsko     | slano, stalno, endoreično        | 5,5 miljon   | 374.000        | 78.200        | 1025        | 182              | Azerbajdžan, Iran, Kazahstan, Rusija, Turkmenistan | |
| Aralsko jezero     | tektonsko     | slano, stalno                    | 5,5 miljon   | 64.500         | 625           | 67          | 16               | Kazahstan, Uzbekistan                              | Nekdanje četrto največje jezero na svetu s površino 68.000 km². Do leta 1997 se je zaradi vode, ki je bila preusmerjena v času Sovjetske zveze, skrčila na 10 % prvotne velikosti. Zdaj je razdeljeno na 4 manjša jezera. Od leta 2023 je Aralsko jezero postalo večinoma puščava. |
| Biva               | tektonsko     | sveže, trajno                    | 5–6 miljon   | 674            | 27,5          | 104         | 41               | Japonska                                           | |
| Tule               | tektonsko     | sveže, trajno                    | 3–15 miljon  | 53             | 40            |             |                  | ZDA                                                | |
| Maracaibo          | tektonsko     | slano, trajno, obalni zaliv      | 20+ miljon   | 13010          | 280           | 60          | 25,9             | Venezuela                                          | Zgodovinsko gledano je bilo starodavno jezero. Zdaj je velik plimski zaliv in ne jezero v tradicionalnem smislu. Je slano in neposredno povezano s Karibskim morjem, zaradi česar mnogi menijo, da je velika laguna ali zaliv.                                                     |
| Bajkalsko jezero   | tektonsko     | sveže, trajno                    | 25+ miljon   | 31.500         | 23.000        | 1741        | 740              | Rusija                                             | |
| Isik Kul           | tektonsko     | slano, trajno                    | 25 miljon    | 6236           | 1738          | 668         | 270              | Kirgizistan                                        | |
| Vostok             | podledeniško  | sveže, trajno, podledeniško      | 15–35 miljon | 12.500         | 5400          | 510         | 432              | Antarktika                                         | |
| Jezero Zajsan      | tektonsko     | sveže, trajno                    | 65+ miljon   | 5510           | 53            | 10          | 5                | Kazahstan                                          | Ko so zgradili jez Bukhtarma, je bilo jezero poplavljeno, zato se v nekaterih virih jezero šteje za rezervoar. |